# بالاتون‌کرستور
بالاتون‌کِرِستور (به مجاری: Balatonkeresztúr) یک شهرداری در مجارستان است که در ناحیه مارتسالی واقع شده‌است. بالاتون‌کرستور ۲۱٫۰۶ کیلومتر مربع مساحت و ۱٬۵۹۵ نفر جمعیت دارد.

## خواهرخوانده
شهر هوهنبرگ ان در اگر خواهرخواندهٔ بالاتون‌کرستور هست.